# Séisme de 1920 à Haiyuan
Le séisme de 1920 à Haiyuan, également connu sous le nom de séisme de 1920 au Gansu (chinois : 海原大地震 ; pinyin : Hǎiyuán dà dìzhèn) s'est produit le 16 décembre. Son épicentre était situé dans le xian de Haiyuan, région de Ningxia, en Chine.

## Histoire
Le tremblement de terre s'est produit à 20:05:53 heure de Pékin (12:05:53 UTC). Enregistré à 7,8 sur l'échelle de Richter, plusieurs médias chinois affirment de nos jours que le tremblement de terre était plutôt d'une force de 8,5. Des répliques ont été enregistrées au cours des trois années suivantes. 

## Dégâts
Le séisme a entraîné des dommages considérables (évalués à XII sur l'échelle de Mercalli) dans les régions de Lijunbu, Haiyuan et Ganyanchi. Environ 73 000 personnes sont mortes dans le xian de Haiyuan. Un glissement de terrain a enseveli le village de Sujiahe dans le xian de Xiji, alors qu'environ 30 000 personnes sont mortes dans le xian de Guyuan. Presque toutes les habitations des villes des xians de Longde et de Huining se sont effondrées. 
D'autres dommages évalués de VI à X se sont produits dans 7 provinces et régions, dont les villes de Lanzhou, Taiyuan, Xi'an, Xining et Yinchuan. Le séisme a été ressenti de la mer Jaune jusqu'à la province de Qinghai et de la Nei Mongol jusqu'au centre de la province du Sichuan.
Environ 200 km de failles ont été observés de Lijunbu à Ganyanchi et Jingtai. On a recensé un grand nombre de glissements de terrain, de rivières bloquées ou détournées. Des seiches causées par ce tremblement de terre ont été observées dans 2 lacs et 3 fjords du Vestlandet, en Norvège.

## Victimes
Le nombre de victimes est évalué à 200 000 par l'United States Geological Survey, 240 000 par le Ningxia Daily et 235 502 selon le Catalog of Damaging Earthquakes in the World de l'International Institute of Seismology and Earthquake Engineering. D'autres personnes sont par la suite mortes de froid au cours de l'hiver.